# 大籽筋骨草
大籽筋骨草（学名：Ajuga macrosperma）为唇形科筋骨草属下的一个种。

## 扩展阅读
- 維基物種上的相關：大籽筋骨草